# حماسه مهران
حماسه مهران فیلمی به کارگردانی  و نویسندگی حمید طاهریان ساختهٔ سال ۱۳۶۳ است.

## بازیگران
- حسین ملکی
- مرضیه لشگری
- روح انگیز مهتدی
- حسین شهاب
- مجتبی طاهریان
- عرش
- پریدخت اقبالپور
- مهرداد پیربازاری
- قاسم حیدری
- مهرداد عسگری
- محمداسکندری فرزند عباس